# Gobius senegambiensis
Gobius senegambiensis — вид риб з родини бичкових (Gobiidae). Демерсальна, тропічна морська риба, сягає 7,3 см довжиною. Мешкає в східній Атлантиці від Марокко (Затока Кансадо) до Анголи (Луанда) і островів Гвінейської затоки.